# Azele Jaba
Azele Jaba (Azele Yaba) je boginja zemlje in kaznujoča boginja sodnica pri Akanih v Gani. 
Na risbah je upodobljena kot starka s težkimi visečimi dojkami, oprta na palico in obkrožena z nekaterimi svojimo otroki.
1. ↑  Vittorio Lanternari. Dei, profeti, contadini. Incontri nel Ghana (compte-rendu)